# Familienzentrum
Familienzentren (oder: Kinder- und Familienzentren) bieten für Kinder, Eltern und Familien Angebote einer leicht zugänglichen Unterstützung und Förderung. Der Begriff Familienzentrum bezieht sich in dieser Definition auf Kindertagesstätten, die Knotenpunkte in einem Netzwerk bilden, das Kinder individuell fördert sowie Familien umfassend berät und unterstützt. Ziel ist die Zusammenführung von Bildung, Erziehung und Betreuung als Aufgabe der Kindertageseinrichtungen mit Angeboten der Beratung und Hilfe für Familien.
Um Wirkung im Sozialraum zu entfalten, sollten Familienzentren zentraler Bestandteil der kommunalen Kinder- und Jugendhilfeplanung sein. Kinder- und Familienzentren sind Bildungs- und Erfahrungsorte, die an nachbarschaftliche Lebenszusammenhänge anknüpfen, Selbsthilfepotentiale von Eltern aktivieren und soziale Netzwerke unterstützen und fördern. Das Bildungs- und Beratungsangebot sollte sich jeweils an den konkreten Bedürfnissen vor Ort orientieren. Das bedeutet, dass Familienzentren sehr unterschiedliche Angebote für spezifische Zielgruppen entwickeln.

## Ziele von Kinder- und Familienzentren
- Eltern sollen aktiv Bildungs- und Entwicklungsprozesse bei ihren Kindern unterstützen
- Partizipation von Kindern und Eltern im Sozialraum
- Unterstützung bei der Vereinbarkeit von Familie und Beruf
- Armutsprävention und Gesundheitsförderung
- Orientierungshilfe für verunsicherte Eltern
- Unterstützung von Familien, die von Trennung und Scheidung betroffen sind
- Unterstützung von Familien mit Problemen aufgrund von Flucht oder Migration

## Formen von Kinder- und Familienzentren
Es können verschiedene Modelle von Kinder- und Familienzentren unterschieden werden, unter anderem "Alles unter einem Dach", Lotsenmodell und Verbundmodell. Zumeist werden im Rahmen des Ausbaus einer bestehenden Kindertageseinrichtung zum Kinder- und Familienzentrum sowohl eigene familien- und sozialraumorientierte Angebote entwickelt und darüber hinaus die Kooperation mit externen Fachkräften angestrebt, z. B. mit Familienbildungseinrichtungen, Vereinen oder Erziehungsberatungsstellen.

## Fördermodelle nach Bundesländern
Die Entwicklung von Kinder- und Familienzentren bezieht sich u. a. auf die Early Excellence Centres im Vereinigten Königreich. Vorbild für das erste deutsche Familienzentrum, das 2001 vom Berliner Pestalozzi-Fröbel-Haus eröffnet wurde, war das Familienzentrum Pen Green im englischen Corby. Ein anderes frühes Modellprojekt, „Mo.Ki – Monheim für Kinder“, wurde 2002 mit der Zielsetzung Armutsprävention gestartet. Die nordrhein-westfälische Initiative wurde 2004 mit dem ersten Deutschen Präventionspreis ausgezeichnet. Unabhängig davon wurde bereits 1996 in Brüggen am Niederrhein der Verein Familienzentrum e. V. (eine private Initiative, die bereits seit 1990 unter dem Namen „Kinderzentrum“ bestand) gegründet, mit der Zielsetzung, Bildungs-, Betreuungs- und Beratungsangebote für die ganze Familie innerhalb und außerhalb der Gemeinde anzubieten. Im Sommer 1997 eröffnete der Verein die Einrichtung Familienzentrum Vennmühle mit zunächst zwei Kindergartengruppen, Spiel- und Krabbelgruppen. In den Jahren danach wurde das Angebot sukzessive erweitert.
Inzwischen existieren in Deutschland zahlreiche niedrigschwellige Angebote für Kinder und Familien. Familienzentren werden unter verschiedenen Namen in unterschiedlichen Organisationsformen und Zielgruppen initiiert.
Viele Bundesländer haben eigene Fördermodelle für den Aufbau von Familienzentren entwickelt.
- Baden-Württemberg: Die Landesregierung unterstützt seit 2016 die Weiterentwicklung von Kindertageseinrichtungen zu Kinder- und Familienzentren. 2016 und 2017 wird die Weiterentwicklung von bis zu 100 Kindertageseinrichtungen mit insgesamt einer Million Euro jährlich gefördert. Die Träger von Kindertageseinrichtungen, die sich zu Kinder- und Familienzentren weiterentwickeln, erhalten pro Kita auf Antrag eine Pauschale von 10.000 Euro; darin enthalten ist eine Pauschale für Leitungsfreistellung in Höhe von 5.000 Euro. Das Kultusministerium wurde beauftragt, ein Konzept für den landesweiten Ausbau von Kinder- und Familienzentren vorzubereiten. Stuttgart fördert seit 2012 Kinder- und Familienzentren (Kita in Verbindung mit intensiver individueller Förderung der Kinder, Stärkung der Erziehungskompetenzen der Eltern und Unterstützung des Familiensystems). 2017 wurden 20 Einrichtungen unterstützt; geplant ist, dreißig KiFaZe zu etablieren. KiFaZe in der „Startphase“ wurden mit 10.000 Euro im Jahr gefördert.  KiFaZe in der „Aufbau- und Umsetzungsphase“ erhielten 2017 je nach Anzahl benachteiligter Kinder und Familien zwischen 35.000 und 50.000 Euro.
- Bayern: In Bayern gibt es Unterstützung von Einrichtungen der Mütter- und Familienselbsthilfe, aber keine landesweite Förderung von Kitas, die sich zu Familienzentren entwickeln. Mit dem Programm zur „Förderung der strukturellen Weiterentwicklung kommunaler Familienbildung und von Familienstützpunkten“ möchte die bayrische Landesregierung ein bedarfsgerechtes Bildungs- und Unterstützungsangebot für Eltern schaffen. Wohnortnahe Familienstützpunkte werden als Anlaufstellen in Kindertageseinrichtungen oder Familienbildungsstätten installiert, um die kinder- und familienbezogenen Rahmenbedingungen vor Ort zu verbessern.
- Berlin: Der Berliner Senat hat 2012 mit dem flächendeckenden Aufbau von Familienzentren in allen zwölf Bezirken begonnen, die Förderung läuft zunächst bis Ende 2017. Die Koordination des Gesamtprozesses erfolgt durch die Servicestelle Berliner Familienzentren. Seit 2016 werden 36 Familienzentren (drei pro Bezirk) gefördert. Den 2012 gestarteten Familienzentren stehen bis zu 60.000 Euro und den 2014 sowie 2016 gestarteten bis zu 72.000 Euro jährlich zur Verfügung, die ausschließlich der Weiterentwicklung und dem Ausbau der bestehenden Infrastruktur dienen.
- Brandenburg:  Das „Landesprogramm Eltern-Kind-Zentren“ unterstützte von 2006 bis 2009 in zwölf Jugendamtsbezirken mit insgesamt 400.000 Euro Maßnahmen zur Bündelung familienunterstützender Angebote und zur Entwicklung familiennaher Infrastruktur. Derzeit (Stand 2009) gibt es keine landesweite Förderung von Familienzentren.
- Bremen: In Bremen gibt es keine gesonderte Förderung für die Entwicklung von Familienzentren auf Landesebene. Es werden grundsätzlich keine Landesmittel für den Betrieb von Kindertageseinrichtungen zur Verfügung gestellt; die Finanzierung erfolgt ausschließlich auf kommunaler Ebene (Stadt Bremen und Stadt Bremerhaven). Alle 87 städtischen Kinderbetreuungseinrichtungen in der Stadt Bremen haben den Auftrag, sich zu Kinder- und Familienzentren zu entwickeln. Ab 2018 finanziert der Senat der Stadt Bremen 56 halbe Stellen für Sozialpädagogen zur Koordination der Weiterentwicklung in diesem Feld. Darüber hinaus werden zunächst für zwei Jahre 10.000 Euro pro Einrichtung für Sachmittel zur Verfügung gestellt.
- Hamburg: Das erste Eltern-Kind-Zentrum in Hamburg wurde 2007 eröffnet. Inzwischen gibt es in allen Hamburger Bezirken, vorrangig in Stadtteilen mit sozialen Problemlagen, Treffpunkte für Familien mit Kindern unter drei Jahren. Die Hamburger Eltern-Kind-Zentren sind ein Regelangebot des Landes und in Kindertagesstätten eingebunden. Eltern können dort Förder-, Bildungs- und Beratungsangebote nutzen und Hilfestellung in Erziehungsfragen erhalten. 2016 gab es 38 Eltern-Kind-Zentren in Hamburg. Geplant ist der Ausbau von weiteren zehn Zentren. Die jährliche Fördersumme pro Standort orientiert sich an den Nutzerzahlen und variiert zwischen 58.000 und 77.000 Euro. Darüber hinaus bieten neun Hamburger Kinder- und Familienhilfezentren (KiFaZe) Unterstützung und Beratung für Familien sowie eine breite Palette offener Veranstaltungen, Kurse und Freizeitangebote für Kinder, Jugendliche, Erwachsene und Senioren an. Mit Ausnahme von Harburg gibt es in jedem Bezirk mindestens ein Kinder- und Familienhilfezentrum.
- Hessen: Vom Hessischen Ministerium für Soziales und Integration werden seit 2011 Familienzentren gefördert, seit 2017 mit bis zu 13.000 Euro pro Jahr. Derzeit (Stand 2017) erhalten die Förderung 141 Familienzentren, die neben Kindertagesstätten zum Beispiel auch aus Mütterzentren, Familienbildungsstätten, Mehrgenerationenhäusern und Vereinen entstanden. In Frankfurt am Main wurden 2017 sechzehn Kinder- und Familienzentren (Kita in Zusammenarbeit mit Familienbildungsstätte) jeweils mit mindestens 100.000 Euro jährlich (inklusive Stellenanteile für Koordination, Familienbildung und ggf. Erziehungsberatung und Mieten für zusätzliche Räume) gefördert. Pro Jahr gehen mindestens zwei weitere KiFaZe an den Start. Perspektivisch ist für jeden Stadtteil ein KiFaZ geplant.
- Mecklenburg-Vorpommern: In Mecklenburg-Vorpommern gibt es keine landesweite Förderung von Kitas, die sich zu Familienzentren entwickelt haben. Seit 1993 werden vom Land Familienzentren gefördert, die im Familienbildungsbereich angesiedelt sind und in der Regel keine pädagogische Kinderbetreuung anbieten.
- Niedersachsen: In  Niedersachsen gibt es kein Sonderprogramm für Kindertagesstätten, die sich zu Familienzentren entwickeln. Der Landkreis Osnabrück fördert von 2012 bis 2022 den flächendeckenden Ausbau von Kindertageseinrichtungen zu Familienzentren mit bis zu 21.820 Euro jährlich. 2012 bis 2016 wurden 30 Familienzentren gefördert, 2017 und 2018 kommt jeweils ein weiteres dazu.[veraltet]
- Nordrhein-Westfalen: Nordrhein-Westfalen hat 2006 als erstes Bundesland Familienzentren eingerichtet. Im Kindergartenjahr 2017/2018 gibt es rund 2.500 Familienzentren. Zusammen mit den Verbund-Familienzentren (Zusammenarbeit mehrerer Kindertageseinrichtungen) arbeitet über ein Drittel aller Kitas (rund 3.500 Einrichtungen) bereits als Familienzentrum. Das Gütesiegel Familienzentrum NRW, das für einen Zeitraum von vier Jahren verliehen wird, sichert den zertifizierten Einrichtungen eine jährliche finanzielle Förderung in Höhe von 13.000 Euro. Familienzentren in benachteiligten Gebieten erhalten 14.000 Euro pro Jahr. Familienzentren mit mindestens vier Verbund-Partnern haben die Möglichkeit einen zweiten Zuschuss zu beantragen. Kindertageseinrichtungen, die sich auf den Weg machen Familienzentrum zu werden, erhalten die gleiche Förderung.
- Rheinland-Pfalz: Seit 2012 entwickelt die Landesregierung mit dem Programm „Kita!Plus: Kita im Sozialraum“ die rheinland-pfälzischen Kindertagesstätten weiter: eine stärkere Familienorientierung, niedrigschwellige Beratung, Armutsprävention und Vernetzung im Sozialraum sind die Hauptziele. Um dies zu erreichen, erhalten Kindertagesstätten in Wohngebieten mit besonderem Entwicklungs-bedarf eine pauschale Förderung für Personal- und Sachausgaben in Höhe von bis zu 20.000 Euro je Einrichtung und Jahr. Die Steuerung erfolgt kriterien-geleitet über die örtlichen Träger der öffentlichen Jugendhilfe. 2016 wurden innerhalb dieses Programms 329 Kitas gefördert. Diese Förderung erfolgt auch 2017 und 2018.
- Saarland: Ein spezifisches landesweites Förderprogramm für Familienzentren gibt es im Saarland nicht.
- Sachsen: Das Sächsische Staatsministerium für Kultus führt von Mai 2016 bis Dezember 2018 ein Modellprojekt zur Weiterentwicklung von Kindertageseinrichtungen zu Eltern-Kind-Zentren durch; die Fördersumme beträgt pro Jahr jeweils 500.000 Euro. Es werden 31 Kindertageseinrichtungen gefördert. Eine Verlängerung für das Jahr 2018 ist in Planung. Die Projektleitung hat das Felsenweg-Institut der Karl Kübel Stiftung für Kind und Familie mit Sitz in Dresden erhalten. Darüber hinaus gibt es im Freistaat Sachsen seit vielen Jahren Familienzentren in unterschiedlichen Ausprägungen, die in vielen Fällen über die Jugendpauschale oder auch als Mehrgenerationenhäuser durch den Bund gefördert werden.
- Sachsen-Anhalt: Das Land förderte von 2007 bis 2011 die Weiterentwicklung von Kindertageseinrichtungen zu Kinder-Eltern-Zentren (KEZ).  Das Modellprojekt unterstützte 50 Zentren mit insgesamt 750.000 Euro Landesmitteln.
- Schleswig-Holstein: In Schleswig-Holstein wird die Förderung von Familienzentren durch den Erlass vom Ministerium für Soziales, Gesundheit, Wissenschaft und Gleichstellung vom 7. März 2016 geregelt. Die Förderung ist auf Langfristigkeit ausgerichtet: 2016 und 2017 steht jeweils eine Fördersumme von 2,5 Millionen Euro zur Verfügung. So können rund 100 Familienzentren mit jeweils 25.000 Euro jährlich gefördert werden. Die Kreise und kreisfreien Städte erhalten die Zuweisungen des Landes und müssen ein entsprechendes Konzept, basierend auf einer Sozialraumanalyse, erstellen.
- Thüringen: Thüringer Eltern-Kind-Zentren sind Kindertageseinrichtungen mit ausgeprägter Familien- und Sozialraumorientierung. Seit 2015 erhalten die Landkreise und kreisfreien Städte als örtliche Träger der öffentlichen Jugendhilfe Unterstützung über eine Landesförderung beim Ausbau von Thüringer Eltern-Kind-Zentren. 2016 wurden 22 Kindertageseinrichtungen gefördert. 2017 sieht der Landeshaushalt für den weiteren Ausbau von Kitas zu Eltern-Kind-Zentren 430.000 Euro vor. Darüber hinaus werden Prozessbegleitung, Fortbildung sowie eine überörtliche Koordinierungsstelle finanziert.

## Familien- und sozialraumorientierte Angebote
Kinder- und Familienzentren orientieren sich jeweils an den konkreten Bedarfen des Sozialraums, die kontinuierlich erhoben werden.
Im Zentrum der Bemühungen um die Förderung der Kinder stehen bisher im Vordergrund:
- Partizipation
- Sprachförderung
- Bewegungsförderung
- gesunde Ernährung

Das Angebot für Eltern und Familien konzentriert sich in Familienzentren auf:
- Austausch und Begegnung (z. B. Eltern-Café)
- Beratung bei Erziehungs-, Ehe- sowie Familienproblemen, bei Schwangerschaftskonflikten oder bei Fragen der Gesundheit (Sucht, psychische Erkrankungen)
- Vermittlung an spezifische Beratungsstellen (z. B. Schuldnerberatung)
- Eltern- und Familienbildung (thematische Elternabende, Mutter-Kind-Gruppen, Eltern-Kind-Kochkurse etc.)
- Unterstützung von Eltern bei der Erziehungskompetenz (Elternschule/Elterntraining)
- Sprachkurse (z. B. Mama lernt Deutsch)
- arbeitsmarktorientierte Angebote (in Kooperation mit Jobcentern)

## Qualifizierung und Interessensvertretung
Um den vielfältigen Anforderungen in Kinder- und Familienzentren gerecht zu werden, kommt der Fort- und Weiterbildung der pädagogischen Fachkräfte immer größere Bedeutung zu.
Die Karl Kübel Stiftung für Kind und Familie bietet Weiterbildungen zur Multiplikator/in Familienzentrum im Odenwaldinstitut an:
Die Heinz und Heide Dürr Stiftung sowie die Karl-Schlecht-Stiftung unterstützen Weiterbildungen in Berlin und Stuttgart zur Berater/-in für Early Excellence Centres an.
Der Bundesverband Familienzentren wurde 2012 gegründet und hat folgende Ziele:
- Bundesweite Vernetzung der Familienzentren mit dem Ziel chancengerechte Entwicklung für Kinder und Familien
- Interessenvertretung der Familienzentren
- Entwicklung und Umsetzung von Qualitätsstandards für Familienzentren ohne deren Vielfalt einzuschränken sowie die Verankerung der Zentren im jeweiligen sozialen Umfeld
- Verbesserung der Vernetzung der an der Kinder- und Jugenderziehung Beteiligten